# يوشيو كوباياشي
يوشيو كوباياشي (باليابانية: 小林珍雄) (و. 1902 – 1980 م) هو عالم عقيدة، من اليابان، ولد في كاناغاوا، توفي عن عمر يناهز 78 عاماً.

## مناصب وهيئات
أدار جامعة صوفيا.